# Klenovik
Klenovik (bulgariska: Кленовик) är ett distrikt i Bulgarien.   Det ligger i kommunen Obsjtina Radomir och regionen Pernik, i den västra delen av landet, 50 km sydväst om huvudstaden Sofia.
I omgivningarna runt Klenovik växer i huvudsak lövfällande lövskog. Runt Klenovik är det ganska tätbefolkat, med 52 invånare per kvadratkilometer.